# 香蕉交脈蚜
香蕉交脈蚜（学名：Pentalonis nigronervosa）为常蚜科交脈蚜屬下的一个种。